# Beneficjent rzeczywisty
Beneficjent rzeczywisty – osoba fizyczna sprawująca bezpośrednio lub pośrednio kontrolę nad klientem poprzez posiadane uprawnienia, które wynikają z okoliczności prawnych lub faktycznych, umożliwiające wywieranie decydującego wpływu na czynności lub działania podejmowane przez klienta, lub każdą osobę fizyczną, w imieniu której są nawiązywane stosunki gospodarcze lub jest przeprowadzana transakcja okazjonalna, w tym:
a) w przypadku osoby prawnej innej niż spółka, której papiery wartościowe są dopuszczone do obrotu na rynku regulowanym podlegającym wymogom ujawniania informacji wynikającym z przepisów prawa Unii Europejskiej lub odpowiadających im przepisów prawa państwa trzeciego:
- osobę fizyczną będącą udziałowcem lub akcjonariuszem, której przysługuje prawo własności więcej niż 25% ogólnej liczby udziałów lub akcji tej osoby prawnej,
- osobę fizyczną dysponującą więcej niż 25% ogólnej liczby głosów w organie stanowiącym tej osoby prawnej, także jako zastawnik albo użytkownik, lub na podstawie porozumień z innymi uprawnionymi do głosu,
- osobę fizyczną sprawującą kontrolę nad osobą prawną lub osobami prawnymi, którym łącznie przysługuje prawo własności więcej niż 25% ogólnej liczby udziałów lub akcji, lub które łącznie dysponują więcej niż 25% ogólnej liczby głosów w organie stanowiącym tej osoby prawnej, także jako zastawnik albo użytkownik, lub na podstawie porozumień z innymi uprawnionymi do głosu,
- osobę fizyczną sprawującą kontrolę nad osobą prawną poprzez posiadanie uprawnień, o których mowa w art. 3 ust. 1 pkt 37 ustawy z dnia 29 września 1994 r. o rachunkowości (Dz.U. z 2021 r. poz. 217), lub
- osobę fizyczną zajmującą wyższe stanowisko kierownicze w przypadku udokumentowanego braku możliwości ustalenia lub wątpliwości co do tożsamości osób fizycznych określonych w tiret pierwszym–czwartym oraz w przypadku niestwierdzenia podejrzeń prania pieniędzy lub finansowania terroryzmu,

b) w przypadku trustu:
- założyciela,
- powiernika,
- nadzorcę, jeżeli został ustanowiony,
- beneficjenta lub – w przypadku gdy osoby fizyczne czerpiące korzyści z danego trustu nie zostały jeszcze określone – grupę osób, w których głównym interesie powstał lub działa trust,
- inną osobę sprawującą kontrolę nad trustem,
- inną osobę fizyczną posiadającą uprawnienia lub wykonującą obowiązki równoważne z określonymi w tiret pierwszym–piątym,

c) w przypadku osoby fizycznej prowadzącej działalność gospodarczą, wobec której nie stwierdzono przesłanek lub okoliczności mogących wskazywać na fakt sprawowania kontroli nad nią przez inną osobę fizyczną lub osoby fizyczne, przyjmuje się, że taka osoba fizyczna jest jednocześnie beneficjentem rzeczywistym.

## Rejestracja Beneficjenta Rzeczywistego
Rejestracji beneficjenta rzeczywistego należy dokonać poprzez serwis WWW udostępniony przez Ministerstwo Finansów.
Serwis ten umożliwia rejestrację beneficjentów rzeczywistych, ich wyszukiwanie i zgłaszanie rozbieżności.